# G.F. Ursin
Georg Frederik Ursin (ved dåben: Georg Friderich Krüger, født 22. juni 1797 i København, død 4. december 1849 sammesteds) var en dansk matematiker og astronom.
Hans far Georg Jacob Krüger var premierløjtnant i Søetaten, men fradømtes 1798 sit embede og førtes til Munkholm. Derfor kom sønnen til efter kongelig bevilling af 25. maj samme år at bære sin mor Jacobine (1772 – 1819) født Ursins familienavn. Hun var datter af kontreadmiral Ursin og blev 1807 gift med den meget velhavende skibsbygmester og værftsejer Lars Larsen. Ursin, som allerede 1814 havde bestået landmålereksamen, blev 1815 dimitteret fra Metropolitanskolen med udmærkelse. 1816 tog han 2. eksamen med udmærkelse efter først at have fået universitetets guldmedalje for en prisopgave, der forlangte en beregning af de regulære polyedre i et numerisk opgivet tilfælde. Næste år fik han kun accessit for besvarelsen af en noget mindre elementær opgave. Efter i 1817-18 for egen regning at have fulgt Heinrich Christian Schumacher på dennes gradmålingsrejser og begyndt at lægge sig efter astronomi studerede han 1818 i Gøttingen under Gauss. 1819 konstitueredes han som observator ved Københavns Observatorium, hvilken stilling han indtog 1824-29 som fast ansat. Efter en magisterkonferens tog han 1820 den filosofiske doktorgrad. På denne tid begyndte han også at undervise i Borgerdydskolen i København, hvor han rimeligvis har været lærer for Christian Ramus. Universitetet benyttede hans tjeneste som vikar først 1829 efter astronomen Erasmus Georg Fog Thunes død, senere 1831 efter matematikeren Henrik Gerner von Schmidtens, og 1829-32 var han lærer i maskinlære på Polyteknisk Læreanstalt. 1829 blev han medlem af Videnskabernes Selskab. 1827 var han blevet professor i matematik ved Kunstakademiet, hvor han 1844 tillige blev inspektør og 1849 slotsforvalter. Samme år, 4. december, døde han. I 1823 havde han ægtet Helene Elisabeth de Thurah (1797 – 1876), datter af oberstløjtnant Herman de Thurah. 1848 blev han Ridder af Dannebrog.
Lærerstillingen ved Borgerdydskolen fremkaldte 1822 Ursins Lærebog i den rene Mathematik, som indeholder noget mere, end hvad man da havde begyndt at forlange til artium, og hvis 2. del 1824 indeholdt 2. eksamens fordringer. De afhjalp den gang et savn og blev senere genoptrykt. Størst betydning har Ursin dog haft ved sit arbejde for at fremme en mere praktisk anlagt undervisning i matematik og naturvidenskab, særlig for kunstnere og håndværkere, og for i det hele at udbrede kendskab til disse fag. I den retning sigtede det først fra ham i 1827 udgåede forslag om oprettelse af en polyteknisk læreanstalt, der af ham nærmest var tænkt at skulle indrettes som de daværende tyske "Gewerbschulen" eller de nuværende tekniske skoler. Efter universitetets råd blev det derimod en teknisk højskole, og det hverv, som Ursin selv fik ved denne som lærer i maskinlære, magtede han ikke. For at studere industriforhold rejste han i Danmark 1831-33, i Sverige 1838 og i England og Skotland 1845, mest for Det Reiersenske Fond. Hans bidrag til folkeoplysning bestod for det første i lærebøger, nemlig regnebog, også omfattende handelsregning (1824), geometri for kunstnere og håndværkere (1828), aritmetik (1841), geometrisk tegnelære (1828) sammen med G.F. Hetsch; disse udbredtes i mange oplag, regnebogen endog i nogle stereotyperede oplag, og nogle af dem oversattes tillige på svensk. Han har end videre udgivet bearbejdelser af fremmede naturvidenskabelige og mekaniske værker og skrevet en mængde populære afhandlinger i tidsskrifter, bl.a. i Borgervennen, hvoraf han var medudgiver. I nogle af disse, hvoraf en enkelt er oversat på islandsk, en endog på grønlandsk, gengiver han indholdet af populære foredrag. Sådanne begyndte han allerede i 1821-22 at holde over astronomi; senere har han holdt foredragsrækker over andre ting, dampmaskinen, navigation med mere og til dels gentaget dem i provinserne og i Sverige. Han har 1827 udgivet en 6cifret og 1847 en 4cifret logaritmetabel.
Det første polytekniske tidsskrift i Danmark, Magazin for Kunstnere og Haandværkere, udgav Ursin, det første nummer udkom i 1826, og derefter udkom i 16 år, dog afbrudt af en 2-årig pause.
Som astronom har Ursin givet sig af med sfærisk, iagttagende og beregnende astronomi. En del iagttagelser og beregninger af ham findes i Astronomische Nachrichten I. Han udgav nautiske almanakker for flere år. Blandt hans populære astronomiske skrifter kan nævnes Populært Foredrag over Astronomi (1838), der blev oversat på Islandsk. I Johan Christian Riises Arkiv for Historie og Geografi offentliggjorde han "Historisk Beretning om Universitets observatoriet paa Rundetaarn", der også udkom i særtryk (1826).
Han er begravet på Garnisons Kirkegård. Der findes et maleri af C.W. Eckersberg 1836 (familieeje) og et posthumt litografi derefter af Carl Simonsen. Der findes også et maleri af Martinus Rørbye 1846.
Lokomotiv Litra EA nr. 3020 er opkaldt efter Ursin.